# Lokvari
Lokvari är ett samhälle i Bosnien och Hercegovina.   Det ligger i entiteten Republika Srpska, i den centrala delen av landet, 130 km nordväst om huvudstaden Sarajevo. Lokvari ligger 891 meter över havet och antalet invånare är 134.
Terrängen runt Lokvari är kuperad.Närmaste större samhälle är Mrkonjić Grad, 16,5 km söder om Lokvari. 
Omgivningarna runt Lokvari är en mosaik av jordbruksmark och naturlig växtlighet. Runt Lokvari är det ganska tätbefolkat, med 67 invånare per kvadratkilometer.